# 沈阳有轨电车2号线
沈阳有轨电车二号线是中国辽宁省沈阳市的城市轨道交通系统中一条已停运的有轨电车线路，所有路段位于沈阳市浑南区，于2012年开始建设，并于2013年8月31日起载客运营。
该线路的桃仙机场终点站可以步行至沈阳桃仙国际机场T3航站楼，也是中国唯一一个与机场相连接的现代有轨电车车站。
2024年9月26日，沈阳浑南现代交通运营有限公司发布公告，因有轨电车系统车辆短缺，且线路与地铁2号线南延重复，客流已被地铁取代，本线将于同年10月25日起停止运营。该停运公告曾一度删除，但浑南有轨电车于同年10月26日张贴通知，宣布停运日期为10月28日。

## 线路走向
本线路的起点设在浑南四路与天坛南街交汇口西侧的兴隆大奥莱站，列车在本站南侧站台载客始发后，将转入天坛南街向南行驶，沿途下穿铁路及三环桥后先后进入金辉街及沈本大街，并沿该路段一路南下至苏赵线附近向西南方向转向，驶入机场路下方的有轨电车专用辅路后，最终以桃仙机场T3航站楼前的桃仙机场站为终点。
列车在兴隆大奥莱站会在清客后继续向西前进至折返线位置，进行站后折返，且有一条单向线路接驳至有轨电车5号线的奥体中心站，并与5号线轨道相连（该段接驳线路原计划供本线及1号线使用，后放弃作为载客使用，目前只供车务调动及5号线司乘人员休息用列车驶入，不提供载客服务）；而在桃仙机场站会使用站前折返的方式，列车在驶入单线路段后先清客，再开门上客，并以相反方向离开桃仙机场站。
本线路所有列车将会在驶入兴隆大奥莱站之前，先在天坛南街近中国女人街东门位置进行停车降弓操作，再进入车站清客。

## 车站
| 兴隆大奥莱                   | █ 2号线 █ 9号线 | 沈阳市浑南区 | 2013年8月31日 | 左侧（往桃仙机场方向） 右侧（终到）   |
| 亿丰广场                     | 不适用          | 沈阳市浑南区 | 2013年8月31日 | 左侧                                  |
| 银卡路                       | 不适用          | 沈阳市浑南区 | 2013年8月31日 | 左侧                                  |
| 汇泉路                       | 不适用          | 沈阳市浑南区 | 2013年8月31日 | 左侧                                  |
| 新松机器人                   | 不适用          | 沈阳市浑南区 | 2013年8月31日 | 左侧                                  |
| 白塔河路                     | █ 2号线         | 沈阳市浑南区 | 2013年8月31日 | 左侧                                  |
| 月星国际城                   | 不适用          | 沈阳市浑南区 | 2013年8月31日 | 左侧                                  |
| 消防总队                     | 不适用          | 沈阳市浑南区 | 未启用        | 左侧                                  |
| 恒大中央广场北               | 不适用          | 沈阳市浑南区 | 2013年8月31日 | 左侧                                  |
| 恒大中央广场南               | █ 2号线         | 沈阳市浑南区 | 2014年7月12日 | 左侧                                  |
| 国际软件园                   | 不适用          | 沈阳市浑南区 | 2013年8月31日 | 左侧                                  |
| 新松智慧园                   | 不适用          | 沈阳市浑南区 | 2014年3月24日 | 左侧                                  |
| 国际设计谷                   | 不适用          | 沈阳市浑南区 | 2014年3月24日 | 左侧                                  |
| 千锦汇酒店                   | 不适用          | 沈阳市浑南区 | 2013年8月31日 | 左侧                                  |
| 美地庄园                     | 不适用          | 沈阳市浑南区 | 2013年8月31日 | 左侧                                  |
| 宁路村                       | 不适用          | 沈阳市浑南区 | 预留          | 左侧                                  |
| 桃仙                         | 不适用          | 沈阳市浑南区 | 2013年8月31日 | 右侧                                  |
| 机场宾馆                     | 不适用          | 沈阳市浑南区 | 2013年8月31日 | 右侧                                  |
| 桃仙机场                     | █ 2号线         | 沈阳市浑南区 | 2013年8月31日 | 左侧（往兴隆大奥莱方向） 右侧（终到） |
| 注释                         |                 |              |               |                                       |
| 1 斜体标示的车站，尚未启用。 |                 |              |               |                                       |

## 车辆

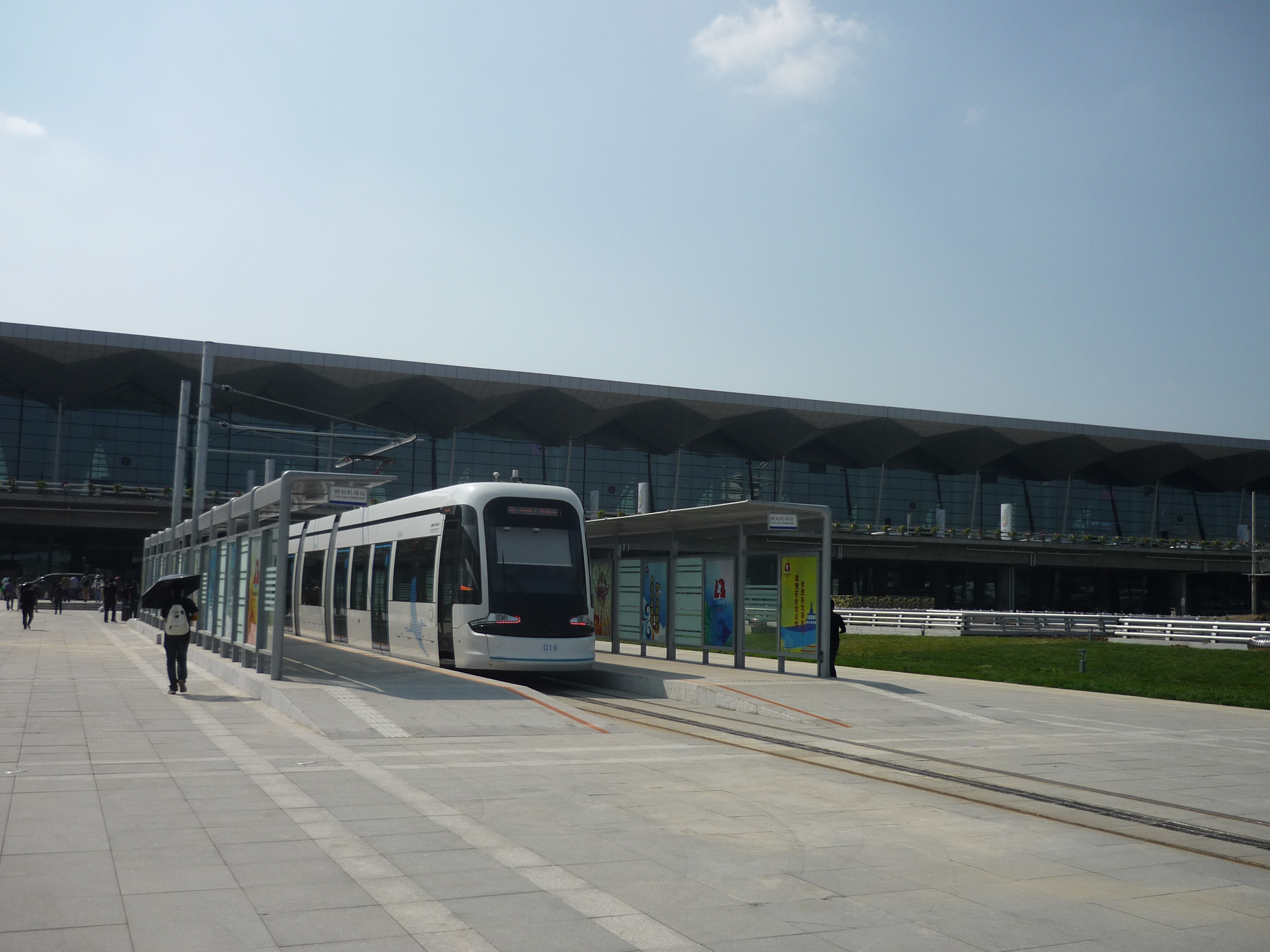
在桃仙机场站的016号电车，列车在本站附近为单线运作

本线路和整个浑南有轨电车线网一样，采用接触网供电，前三批车辆均由中国北车长春轨道客车股份有限公司制造，每日派车不定，但主要以70%低地板3卡编组列车（编号001-020/030-060）为主，偶尔有100%低地板5卡编组列车（021-030）参与运营，本线路也是整个线网中100%低地板5卡列车最经常出现的路线。

## 车辆段
本线路大多数时候由浑南新城车辆段派出车辆，经由1号线和本线之间的新松智慧园联络线或6号线和本线的千锦汇酒店联络线完成调度。

## 与地铁和其它线路的换乘
本线路在兴隆大奥莱站可换乘地铁二号线与九号线，在白塔河路站、恒大中央广场南站和桃仙机场站可换乘地铁二号线，在兴隆大奥莱站——新松智慧园站区间与有轨电车一号线共线运营并进行换乘，在桃仙机场站可与有轨电车六号线换乘，在千锦汇酒店站——机场宾馆站与有轨电车六号线共线运营并预留换乘条件。
为与有轨电车一号线区分，本线路开往桃仙机场方向的列车会在兴隆大奥莱——新松智慧园区间只使用车尾一侧的车门上下客。

## 票价
2013年至2019年2月28日，本线路跟随线网执行单一票价2元，不限里程和车站数量的票价体系。2019年3月1日至2024年10月28日，本线路实行分段计费票务制度，2元起价，4元封顶，即8公里以内2元，每8公里票价增加1元，直至4元封顶，换乘其它线路列车需要重新购票。乘客可使用现金、盛京通（仅限普通消费卡、关爱卡、夕阳红卡和爱心卡）和智慧电车APP扫码等三种方式乘车，但使用盛京通和APP时需要上下车各进行一次刷卡或扫码，否则将会记为不完整交易，收取线网最高票价4元。